# فيلار دورا
فيلار دورا هي بلدية في مدينة تورينو الحضرية، في منطقة بيمنتة الإيطالية، وتقع على بعد حوالي 25 كم غرب تورينو.
تحد فيلار دورا البلديات التالية: روبيانا، كابري، ألميسي، سانت أمبروجيو تورين، وأفيليانا.

## التوأمة – المدن الشقيقة
فيلار دورا متوأمة مع:
- لانسلبورغ-مونت سينيس، فرنسا

## روابط خارجية
- الموقع الرسمي